# خانه احمدزاده (سنندج)
خانه احمدزاده مربوط به دوره پهلوی است و در سنندج، خیابان نمکی، محله آغه زمان واقع شده و این اثر در تاریخ ۱۶ آبان ۱۳۷۹ با شمارهٔ ثبت ۲۸۳۷ به‌عنوان یکی از آثار ملی ایران به ثبت رسیده است.
این عمارت در ضلع شمالی بلوار نمکی شهر سنندج واقع شده و زمان ساخت آن به دوران حکومت رضا شاه بر می‌گردد. بنا داری یک حیاط چهارگوش کوچک است و ساختمان آن در چهار طبقه با نمای جنوبی و تزیینات آجر تراش بسیار زیبا و پرکار در قسمت نمای اصلی، ساخته شده است. عمارت احمدزاده نسبت به سایر بناهای مسکونی استان، از شیوه اجرایی و تزیینات منحصربه‌فرد برخوردار و نوع معماری آن برون گرا است. از این رو با وجود یک حیاط در ضلع جنوبی، می‌توان گفت سبک معماری کردستانی که ویژگی بارز آن ایوان‌های ستون دار است، در این عمارت به بهترین وجهی رعایت شده است.